# Vlag van Cumberland
De vlag van Cumberland, een van de traditionele graafschappen van Engeland in Engeland. De vlag werd in 13 december 2012 geregistreerd.

## Ontwerp
De vlag is gebaseerd op het patroon van de armen van de voormalige Cumberland County Council, oorspronkelijk verleend door het College of Arms op 19 september 1950. De Parnassus-bloem is een wilde bloem van de drassige hooglanden en werd gekozen als de provinciale bloem van Cumberland, die hier op een groen veld groeit. De golvende blauwe en witte strepen in de basis vertegenwoordigen de kustlijn en de beroemde meren van de provincie.